# Jianghan
Jianghan léase Chiáng-Ján (en chino:江汉区, pinyin:Jiāng'àn  qū, lit: río Han ) es un  distrito urbano bajo la administración directa de la ciudad-prefectura de Wuhan. Se ubica al este de la provincia de Hubei, sur de la República Popular China. Su área es de 33 km² y su población total para 2016 fue de +700 mil habitantes.

## Administración
El distrito de Jianghan se divide en 13 pueblos que se administran en subdistritos.